# Niké de Epidauro
La Niké de Epidauro (en griego: Νίκη της Επιδαύρου) es una antigua estatuilla griega de mármol de Niké, la diosa griega de la victoria, obra del escultor Timoteo, un famoso escultor de la Antigüedad. La Niké formaba parte del frontón oeste del santuario de Asclepio en Epidauro, dios griego de la medicina y la curación, en la antigua Epidauro. Actualmente se conserva en el Museo Arqueológico Nacional de Atenas con el número de inventario 155 en la sala 22.

## Historia
A pesar de su nombre, no es la única estatuilla de Niké encontrada en Epidauro, ya que se han desenterrado otras tres en el mismo lugar; sin embargo, era la más grande (cuando estaba intacta) y la más prominente.
Fue esculpida por Timoteo que al parecer fue el escultor principal de todo el edificio hacia el 380 a. C., y era el akroterion (ornamento del techo) central del frontón oeste del templo de Asclepio en Epidauro. Es probable que la Niké no estuviera confinada por completo en el espacio triangular del frontón, sino que su cabeza sobresaliera de él. Se excavó hacia 1884 o poco antes.

## Descripción
Realizada en mármol pentélico y con una altura de 85 cm, es de tamaño inferior al natural.
La diosa aparece erguida, alzando el vuelo y avanzando con la pierna izquierda. Lleva un quitón casi transparente y un himatión encima, que ondea al viento detrás de ella. En su mano derecha, la Niké sostiene una perdiz, símbolo de los poderes curativos de Asclepio. Le faltan la cabeza, el brazo izquierdo, el pie derecho y la pierna izquierda por debajo de la rodilla, mientras que el himatión y las alas están rotas.